# (5048) Moriarty
(5048) Moriarty est un astéroïde de la ceinture principale. Il doit son nom au personnage de fiction, le Professeur Moriarty de Sherlock Holmes, imaginé par Arthur Conan Doyle (1859-1930).

## Description
(5048) Moriarty est un astéroïde de la ceinture principale. Il fut découvert le 1er avril 1981 à la station Anderson Mesa par Edward L. G. Bowell. Il présente une orbite caractérisée par un demi-grand axe de 2,63 UA, une excentricité de 0,17 et une inclinaison de 1,4° par rapport à l'écliptique.
Il est nommé d'après le Professeur Moriarty, personnage de fiction des « Aventures de Sherlock Holmes ».

## Compléments